# NGC 5997
NGC 5997 (również PGC 56044) – galaktyka eliptyczna (E3), znajdująca się w gwiazdozbiorze Węża. Odkrył ją Albert Marth 25 marca 1865 roku.